# Горская (Пермский край)
Горская — деревня в Пермском районе Пермского края. Входит в состав Сылвенского сельского поселения.

## Географическое положение
Расположена на берегу реки Сылва при впадении в неё реки Лядовка, примерно в 22 км к северо-западу от административного центра поселения, посёлка Сылва.

## Население
| 2010 |
| ---- |
| 17   |

## Улицы[2]
- Высокая ул.
- Заречная ул.
- Лесная ул.
- Малая ул.
- Молодёжная ул.
- Прибрежная ул.
- Прохладная ул.
- Родная ул.
- Садовая 2-я ул.

## Топографические карты
- Лист карты O-40-66 Сылва. Масштаб: 1 : 100 000. Издание 1977 г.